# Waldemar Pawlak
Waldemar Pawlak (valˈdɛmar ˈpavlak) (Model, 5 settembre 1959) è un politico polacco.
Ha ricoperto per due volte la carica di Primo ministro della Polonia, per un breve periodo nel 1992 e di nuovo dal 1993 al 1995. Dal novembre 2007 è Vice Primo Ministro e Ministro dell'Economia. Pawlak è l'unica persona ad aver ricoperto per due volte la carica di Primo Ministro durante la Terza Repubblica Polacca (cioè, dal 1989) e finora, è rimasto il più giovane Primo Ministro della Polonia.
Waldemar Pawlak è anche da lungo tempo comandante del Dipartimento dei Vigili del Fuoco volontari della Polonia, detenendo la carica di Generale di Brigata.

## Gioventù e inizi della carriera politica
Pawlak nacque nel villaggio di Model, nel Voivodato della Masovia. È laureato presso l'Università di Tecnologia di Varsavia; durante i suoi studi e durante la legge marziale, partecipò attivamente agli scioperi.
Dopo la laurea (1984), divenne docente di informatica a Pacyna.
La sua carriera politica ebbe inizio nel 1985, quando si unì al Partito Popolare Unito. Dopo il 1990, come molti membri del partito, aderì al partito successore, il Partito Popolare Polacco (Polskie Stronnictwo Ludowe, PSL).
Fu eletto al Sejm del Contratto (1989) ed è rimasto membro del Sejm fino ad oggi. È divenuto un leader (Prezes) del PSL nel 1991.

## Primo governo
Il suo primo governo (5 giugno — 10 luglio 1992) fu il più breve della Terza Repubblica, essendo durato solo 33 giorni. Questo periodo fu però molto importante, ed è conosciuto come i 33 giorni di Pawlak (33 dni Pawlaka).
Dopo la caduta del governo di Jan Olszewski, Pawlak, leader del Partito Popolare Polacco, fu nominato nuovo Primo Ministro dal Presidente Lech Wałęsa con la missione di formare un nuovo governo di coalizione comprendente i popolari, i cristiano-democratici e i liberali.
Tuttavia, il governo Pawlak non riuscì ad ottenere il sostegno della maggioranza del Sejm e non ottenne la fiducia. Pawlak si dimise, e il presidente lo sostituì con Hanna Suchocka, che ottenne il sostegno del Parlamento.
Il primo governo di Pawlak fu e fu visto come un'amministrazione temporanea, che servì a dare alla nuova coalizione il tempo per formare il nuovo governo al principio della confusione politica causata dalla caduta del governo Olszewski.
Dato che il governo non ottenne il sostegno del Sejm, Pawlak non aveva ancora ministri ufficiali, ma sono capi temporanei dei dicasteri dell'esecutivo.

## Secondo governo
Il Partito Popolare Polacco e i social democratici, i post-comunisti dell'Alleanza della Sinistra Democratica (SLD) vinsero le elezioni del 1993, riuscendo a ottenere una super-maggioranza e il sostegno del governo socialista-agrario, con Pawlak di nuovo Primo Ministro.
Józef Oleksy del SLD divenne Maresciallo del Sejm, mentre il leader SLD Aleksander Kwaśniewski rimase membro del Sejm senza portafoglio.
Pawlak suscitò scalpore quando scelse Ewa Wachowicz (Miss Polonia) come sua portavoce.
Il Primo Ministro Pawlak e Kwaśniewski si trovarono presto in disaccordo. Kwaśniewski voleva divenire "Primo Ministro de facto", mentre Pawlak voleva mantenere tutto il proprio potere. Entrambi i leader utilizzarono i propri partiti per cercare di ottenere più poteri.
Pawlak fu inizialmente in alleanza informale con il Presidente Wałęsa contro il SLD. Tuttavia, le loro buone relazioni politiche non durarono molto.
Nel 1995 Pawlak offrì tre opzioni a Kwaśniewski. La prima era che lui sarebbe rimasto Primo Ministro ma con Kwaśniewski come Vice Primo Ministro e Ministro degli Affari Esteri; la seconda prevedeva che il SLD avrebbe formato un governo con Kwaśniewski come Primo Ministro. La terza possibilità era di far divenire Primo Ministro Oleksy, con la coalizione dell'epoca. Pawlak pensava che Kwaśniewski non avrebbe corso il rischio di un governo di minoranza del SLD senza il sostegno della maggioranza o l'elevazione di uno dei suoi principali oppositori, Oleksy, a Primo Ministro e avrebbe pertanto piuttosto scelto di essere il Vice di Pawlak. Invece, Kwaśniewski sorprese molti scegliendo la terza opzione.

### Composizione del Governo Pawlak II
Ministri del governo:
- Primo Ministro: Waldemar Pawlak (PSL)
- Vice PM e Ministro delle Finanze: Marek Borowski (SLD)
- Vice PM e Ministro della Giustizia: Włodzimierz Cimoszewicz (SLD)
- Vice PM e Ministro dell'Istruzione: Aleksander Łuczak (PSL)
- Ministro della Costruzione: Barbara Blida (SLD)
- Ministro della Cultura: Kazimierz Dejmek (PSL)
- Ministro della Conversione della Proprietà: Wiesław Kaczmarek (SLD)
- Ministro della Difesa: Piotr Kołodziejczyk
- Ministro dei Trasporti: Bogusław Liberadzki (SLD)
- Ministro degli Interni: Andrzej Milczanowski
- Ministro del Lavoro : Leszek Miller (SLD)
- Ministro degli Affari Esteri: Andrzej Olechowski
- Direttore dell'Ufficio di Pianificazione Centrale: Mirosław Pietrewicz (PSL)
- Ministro della Cooperazione Economica con il Commercio Estero: Lesław Podkański (PSL)
- Ministro dell'Industria e del Commercio: Marek Pol (UP)
- Direttore dell'Ufficio del Presidente: Michał Strąk (PSL)
- Ministro dell'Agricoltura: Andrzej Śmietanko (PSL)
- Ministro delle Comunicazioni: Andrzej Zieliński (PSL)
- Ministro della Preservazione dell'Ambiente: Andrzej Żelichowski (SLD)
- Ministro della Salute: Ryszard Żochowski (SLD)
- Presidente del Comitato di Ricerca Scientifica: Witold Karczewski

## Nello scenario politico
Nonostante la generale approvazione popolare, Pawlak fallì nella elezioni presidenziali del 1995, piazzandosi al quinto posto (dopo Kwaśniewski, Wałęsa, Jacek Kuroń e Jan Olszewski) ed ottenne solo 770.417 voti (4,31%).
Dopo aver perso la battaglia politica con Kwaśniewski e, dopo di quella, l'elezione presidenziale, nacque un movimento per sostituire Pawlak Jarosław Kalinowski come leader di partito nel 1997.
Il PLS soffrì un grande disastro politico alle elezioni parlamentari del 1997, e divenne il più piccolo partito del Sejm (da 132 seggi nel 1993 a soli 27).
Dopo di ciò, Pawlak detenne per circa un decennio posizioni politiche di basso livello. Nonostante abbia continuato a svolgere la funzione di deputato (dal 1989), si concentrò principalmente sul proprio lavoro di vigile del fuoco.
Dopo che il SLD vinse alle elezioni parlamentari del 2001, Kalinowski divenne Vice Primo Ministro, con Leszek Miller come Primo Ministro, dopo che il PSL si unì alla coalizione. Pawlak non giocò ruoli importanti durante questo periodo.

## Ritorno
Il ritorno di Pawlak avvenne nel 2005, quando tornò ad essere leader del PSL.
Attualmente, nel nuovo governo liberale della Piattaforma Civica (PO) e del PSL, formatosi dopo le elezioni parlamentari del 2007, Pawlak divenne Vice Primo Ministro e Ministro dell'Economia con premier Donald Tusk.
Nonostante il PSL sia ancora il partito più piccolo del Sejm, Pawlak è spesso citato per aver raggiunto una grande vittoria politica. Durante la sua epoca, il partito aveva goduto di risultati migliori, l'eliminazione del principale partito di opposizione (Samoobrona) e la ripresa della propria influenza nelle aree rurali con il governo Tusk. Senza i voti del PSL, PO non avrebbe avuto la maggioranza, nonostante sia il partito maggiore.
Pawlak si è candidato alle elezioni presidenziali del 2010.

## Vita privata
Pawlak è stato criticato per molti anni per la sua personalità severa (era chiamato "il Primo Ministro cyborg"). Tuttavia, queste critiche sono andate diminuendo col passare del tempo.
Pawlak è sposato ed ha figli; sono tuttavia permaste alcune voci sulla sua infedeltà. La moglie, Elżbieta, è talvolta definita "la moglie formale di Pawlak".